# Simón Rodríguez (Anzoátegui)
Simón Rodríguez is een gemeente in de Venezolaanse staat Anzoátegui. De gemeente telt 207.000 inwoners. De hoofdplaats is El Tigre.